# Battaglia di Baecula
La battaglia di Baecula segnò la prima vittoria in una battaglia campale di Scipione l'Africano che dopo la morte dello zio Gneo e del padre Publio nelle battaglie del Baetis superiore, aveva preso il comando degli interessi romani in Spagna durante la seconda guerra punica. Dopo aver sconfitto Magone con la presa di Carthago Nova, Scipione sconfisse Asdrubale Barca, che però riuscì a salvare buona parte delle sue truppe scelte e gli elefanti. Con questi Asdrubale uscì dalla Spagna per portare aiuto in Italia al fratello Annibale.

## Asdrubale
Il fratello di Annibale aveva posto i suoi accampamenti nei pressi della città di Baecula (Santo Tomé, Jaén), nella Betica. Fuori dal campo teneva alcuni avamposti di cavalieri. Le avanguardie romane, prima ancora di porre il campo, appena giunte sul posto assalirono i cavalieri e li misero in fuga ricacciandoli nell'accampamento. Durante la notte Asdrubale fece ripiegare le sue truppe su un vicino altopiano protetto da un fiume e da alcuni burroni. Sotto questo altopiano c'era un'altra pianura dove il cartaginese dispose la cavalleria numidica e la fanteria leggera.

## Scipione
Dopo aver mandato una coorte a controllare il punto dove il fiume entrava nella vallata e un'altra coorte a bloccare la strada che portava dall'altopiano alla città, Scipione conduce personalmente la sua fanteria leggera verso il nemico.

## Battaglia
Appena le opposte forze sono abbastanza vicine i Cartaginesi scagliano ogni sorta di proiettili verso i Romani che rispondono perfino con pietre che trovano sparse dappertutto. Abituati all'assalto di ben più possenti mura difensive, gli uomini di Scipione riescono ad attestarsi e a ricacciare le forze nemiche composte prevalentemente da arcieri e frombolieri che si rifugiano fra i commilitoni disposti sull'altopiano.
Scipione invia il suo legato Lelio sul lato destro, a cercare una via più agevole per salire sull'altopiano mentre egli stesso attacca i Cartaginesi sul lato sinistro. Le truppe di Asdrubale che erano disposte per contrastare un attacco frontale si trovano costrette a cambiare formazione per respingere Scipione. Mentre si stanno spostando attacca anche Lelio sul fianco opposto. La generale confusione rende vulnerabile anche il centro dello schieramento cartaginese dove i romani, per la difficoltà della salita e la presenza degli elefanti avrebbero avuto poche possibilità di operare con successo.
(Tito Livio, Ab Urbe condita libri, XXVII, 18, Mondadori, Milano, trad.: G. Vitali)

## Conseguenze

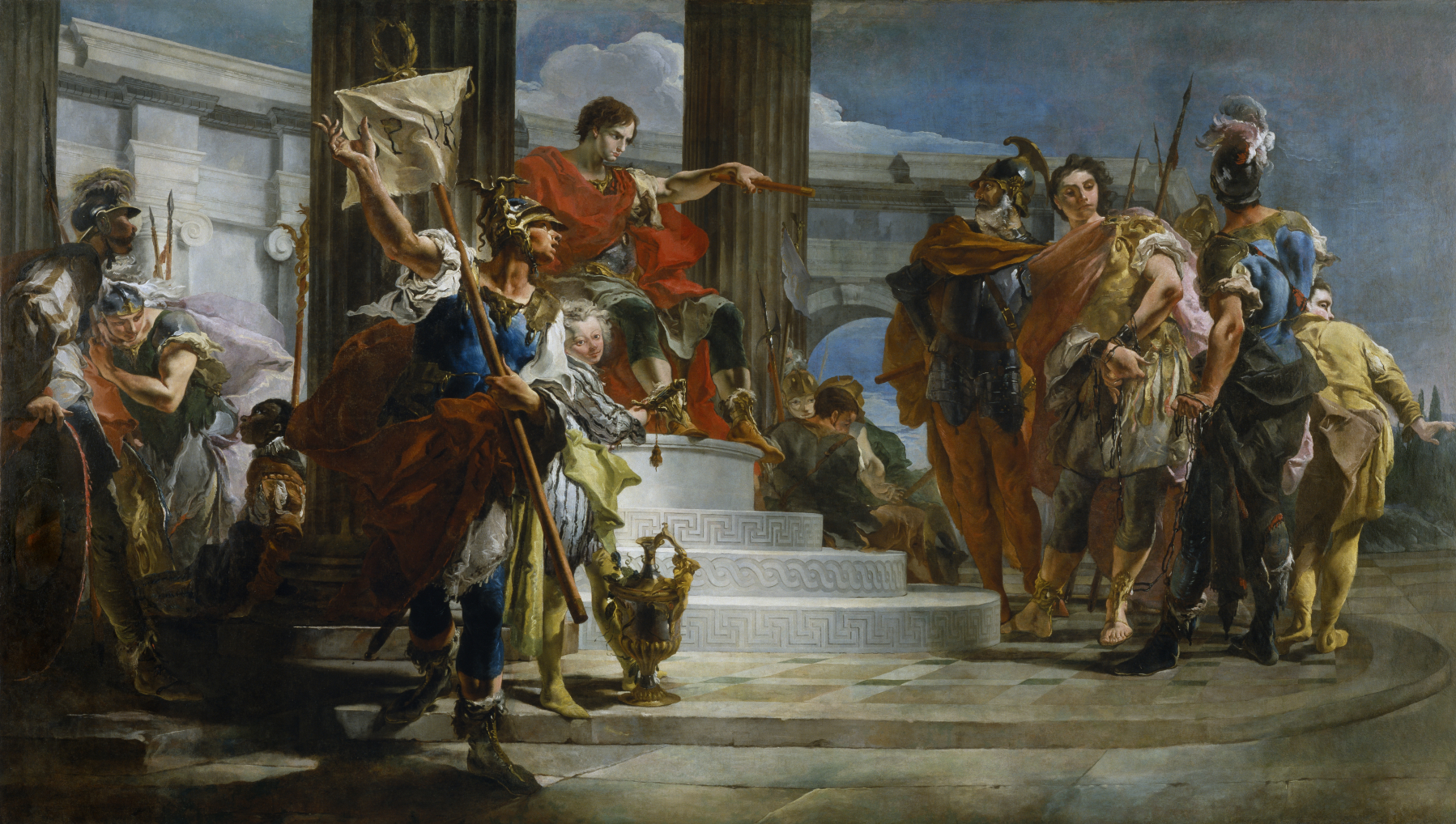
Giambattista Tiepolo, Scipione l'Africano libera Massiva (Walters Art Museum, Baltimora)

Asdrubale aveva già preso il tesoro. Radunati quanti più fuggiaschi poteva, con alcuni elefanti oltrepassò il Tago e si diresse verso i Pirenei e verso l'Italia.
Scipione, lasciato tutto il bottino ai suoi uomini, fece vendere gli africani ma lasciò liberi gli ispanici. Questi lo acclamarono "re"; volevano esaltarne la generosità, non sapendo che a Roma, dalla nascita della repubblica quel termine era considerato, in pratica, un insulto.
Scipione colmò di doni i re e i principi alleati (trecento cavalli a Indibile). Saputo che fra gli africani in vendita ve ne era uno molto giovane, gli chiese chi fosse. Si trattava di Massiva, nipote di Gala re dei Numidi Massili che aveva seguito lo zio Massinissa e la sua cavalleria e per la prima volta aveva partecipato a un'azione contro il volere dello zio.
Scipione, allora
(Tito Livio, Ab Urbe condita libri, XXVII, 19.)
Qualche anno dopo Massinissa, risulterà decisivo per la fine della seconda guerra punica e, fra l'altro, combatterà a Zama al fianco di Scipione.